# Commiphora discolor
Commiphora discolor är en tvåhjärtbladig växtart som beskrevs av Eduardo José Santos Moreira Mendes. Commiphora discolor ingår i släktet Commiphora och familjen Burseraceae. Inga underarter finns listade i Catalogue of Life.